# Yvon Ledanois
Yvon Ledanois (Montreuil-sous-Bois, Sena Saint-Denis, 5 de juliol de 1969) és un exciclista francès, professional entre el 1990 i el 2001. En el seu palmarès destaca la 10a posició final en la Volta a Espanya de 1997, edició en què guanyà també una etapa. Des del 2008 passa a exercir tasques de direcció esportiva en diferents equips ciclistes: Caisse d'Épargne, Movistar Team i BMC Racing Team.
El seu fill Kévin també s'ha dedicat al ciclisme.

## Palmarès
- 1988
  - 1r al Gran Premi de l'Équipe
- 1989
  -  Campió de França dels militars
- 1990
  - 1r a la Châteauroux-Limoges
- 1997
  - Vencedor d'una etapa a la Volta a Espanya
  - Vencedor d'una etapa al Tour de l'Ain

### Resultats al Tour de França
- 1992. 42è de la classificació general
- 1993. Abandona (12a etapa)
- 1995. 30è de la classificació general

### Resultats a la Volta a Espanya
- 1997. 10è de la classificació general. Vencedor d'una etapa

### Resultats al Giro d'Itàlia
- 1992. Abandona (16a etapa)
- 2000. Abandona (5a etapa)